# Bobby Beausoleil
Robert Kenneth Beausoleil (Santa Bárbara, California, 6 de noviembre de 1947) es un criminal y músico estadounidense, conocido por haber formado parte de «La Familia Manson» de Charles Manson (aunque él siempre lo negó).

## Biografía
Nacido en California, Bobby Beausoleil comenzó a aficionarse a la música desde muy joven. Tenía predilección por las bandas sonoras de las películas de terror y despreciaba la programación de las emisoras locales por parecerle demasiado empalagosa y aburrida. Aunque sus padres no podían costearle las clases de música, el muchacho comenzó componer sus propias canciones con una vieja guitarra que había encontrado en la casa de su abuela. Sus primeras influencias fueron el rock and roll y el rhythm and blues que poco a poco derivaron hacia los sonidos del momento: primero la música surf y, posteriormente, la psicodelia.
En 1965, con 17 años, decidió trasladarse a San Francisco para vivir el movimiento hippie en Haight-Ashbury. Allí entró a formar parte de Grass Roots, banda liderada por Arthur Lee que luego se transformaría en Love, y conoció a miembros de otros grupos como Grateful Dead, Country Joe & The Fish o Jefferson Airplane.
Beausoleil abandonó Grass Roots y se unió a The Orkustra. Además de sus proyectos musicales, Beausoleil también había probado suerte en el cine. Había aparecido en la cinta de porno soft Ramrodder e interpretado el papel de Cupido en el documental Mondo Hollywood. Por tanto, cuando Kenneth Anger, le propuso protagonizar su siguiente trabajo, Beausoleil aceptó.
La cinta en cuestión era Lucifer Rising y la única condición que puso Beausoleil fue que la banda sonora fuera realizada por su grupo. Esta propuesta, que se había hecho sin consultar al resto de la banda, no gustó a muchos de los miembros, algunos de los cuales dejaron claro que no tenían ninguna intención en participar del proyecto.
Surgió entonces The Magic Powerhouse of Oz, grupo creado ex profeso para componer y grabar esa banda sonora. Estaba formado por músicos de la calle sin conocimientos de música y, en palabras de Beausoleil, era un conjunto que no se parecía en nada a ningún proyecto musical existente en ese momento. Su lema: «Haz todo el ruido que desees, pero hazlo con sensibilidad y respeto a los demás músicos».

### La Familia Manson
Beausoleil se mudó a casa de Kenneth Anger, una enorme mansión que había sido la embajada de la Rusia zarista en Estados Unidos, y comenzaron el rodaje de Lucifer Rising. Además de darle alojamiento, Anger le prestó dinero para comprar equipo para el grupo pero Beausoleil se lo gastó en drogas. Tras eso, Beausoleil abandonó la vivienda de Anger, además de robarle una furgoneta.
Al enterarse del robo, Anger lo denunció a la policía y al FBI. La furgoneta en donde iba conduciendo, se accidentó justamente en la puerta de Rancho Spahn, lugar en el que «La Familia Manson» tenía su hogar.
El recién llegado pidió asilo a «La Familia Manson» y esta lo acogió. Beausoleil y Charles Manson compartían interés por la música y también por las drogas.

## Crímenes

### Asesinato de Gary Hinman
Durante el verano de 1969, en el rancho de Spahn, en un intento de recaudar dinero para alejarse al desierto, Tex Watson miembro de La Familia, estafó a un traficante de drogas de raza negra Bernard "Lotsapoppa" Crowe. Bernard Crowe amenazó con asesinar a todos los miembros de «La Familia». Manson fue al departamento de Crowe y le disparó. Manson creyó que había matado a Crowe y que este, además, pertenecía al Partido Pantera Negra, algo totalmente falso. Sin embargo, Manson temía represalias por parte de los Panteras Negras y presionó a sus seguidores a que consiguieran más dinero. Durante este tiempo, llegó la noticia de que el músico Gary Hinman, un conocido de Manson que se había visto en la necesidad de diversificar sus actividades, decidió probar suerte en el mundo de los estupefacientes. Manson acostumbraba a comprarle drogas para después revender. El problema surgió cuando Hinman le proporcionó una partida de mescalina de tan mala calidad que, cuando Manson, Beausoleil y sus amigos se la vendieron a una banda de motoristas, estos no tardaron en exigir la devolución del dinero. 
Manson se enteró de que Hinman acababa de heredar una gran suma de dinero y envió a Susan Atkins, Bobby Beausoleil y Mary Brunner a la casa de Hinman, en Topanga Canyon, el 25 de julio de 1969. Retuvieron a Hinman hasta que apareció Manson. Lo primero que este hizo al llegar fue rebanarle parte de una oreja. A partir de ahí, Manson ordenó a Beausoleil que matase a Hinman, cosa que hizo después de estar torturándolo por dos días. Una vez cometido el crimen, los miembros de «La Familia Manson» llenaron las paredes de sangre con frases del Partido Pantera Negra con la intención de que los investigadores creyeran que el crimen había sido cometido por grupos extremistas.

## Arresto
El 8 de agosto de 1969, Beausoleil fue detenido y la policía no tardó en relacionarlo con el asesinato de Hinman, más que nada porque lo descubrieron en el interior de un automóvil con pertenencias de Hinman. Acusado de asesinato, Manson pensó que la mejor forma de liberarlo era cometer más crímenes con el mismo modus operandi. «Si Beausoleil seguía encarcelado en la fecha de esos nuevos hechos, ¿cómo podría entonces ser culpable de la atrocidad cometida con Hinman?».
Condenado a muerte, su pena fue conmutada por cadena perpetua.